# Man o' War
Man o' War, (29 martie 1917, ferma Nursery Stud din Lexington, Kentucky – 1 noiembrie 1947, ferma Faraway) a fost un cal de curse pursânge, considerat a fi unul dintre cei mai buni cai de curse pursânge ai tuturor timpurilor, în special prin prisma carierei sale care s-a desfășurat în perioada de după Primul Război Mondial și în care a câștigat 20 din cele 21 de curse la care a participat, precum și premii în valoare totală de 249.465 de dolari
Rezultatul împerecherii dintre Fair Play și iapa Mahubah, Man o' War a fost crescut si deținut de August Belmont Jr.(1851-1924). Realizările tatălui lui August au fost recompensate prin numirea unei curse după numele acestuia, Cursa Belmont.  Belmont Jr. s-a înrolat în Armata Statelor Unite la vârsta de 65 de ani și a servit în Franța pe timpul Primului Război Mondial. În timp ce era detașat în Franța, soția sa a denumit noul mânz al fermei "Man o' War"  în onoarea soțului său.  Totuși, familia Belmont decide să lichideze afacerea cu cai de curse. La târgul de animale tinere din Saratoga din 1918, Man o' War a fost vândut la licitație pentru suma de 5.000 de dolari lui Samuel D. Riddle care l-a adus la ferma Glen Riddle din apropiere de Berlin, Maryland.

## Cariera

### La doi ani
Antrenat de Louis Feustel și avându-l jocheu pe Johnny Loftus, Man o' War și-a făcut un debut impresionant în cursele de cai la Belmont Park la data de 6 iunie 1919, câștigând cursa la o diferență de șase lungimi de cal față de adversarii săi. Trei săptămâni mai târziu avea să câștige și cursa Keene Memorial.
La începutul anilor 1900 nu existau porți de start. Jocheii făceau cercuri de încălzire înapoia zonei de start apoi se adunau în linie în spatele unei chingi subțiri întinse care avea valoarea unei bariere și care se ridica dând astfel semnalul de pornire în cursă. În singura sa cursă pierdută, Cursa Sanford Memorial, Man o' War executa cercurile de încălzire și se afla cu spatele la linia de start, moment în care cureaua subțire a fost ridicată. (unele surse oferă diferite variante extrasportive legate de momentul startului). Până ce călărețul l-a întors pe Man o' War, acesta se afla mult în spatele grupului de concurenți. În încercarea de a recupera, Johnny Loftus - jocheul - a făcut și niște erori majore ducându-l pe Man o' War de trei ori în poziții închise, fiind încercuit de alți cai și anulând din viteza sa deosebită. În ciuda acestor probleme, armăsarul a fost foarte aproape de a câștiga, pierzând la diferență de jumătate de lungime în fața câștigătorului cursei și terminând pe poziția secundă. În momentele finalului de cursă, Man o' War era cel mai rapid de pe circuit aflându-se într-o recuperare constantă. Câștigătorul a fost Upset al cărui nume (tradus prin "nelinistit, supărat, agitat, tulburat") este uneori asociat eronat cu popularizarea frazei utilizate în sport ("upset" însemnând că un concurent mai slab cotat învinge favoritul). Upset mai concurase împotriva lui Man o' War și fusese învins iar pe parcursul carierei cei doi adversari s-au mai întâlnit de șase ori, Upset pierzând de fiecare dată. Dar această victorie controversată a fost suficientă pentru a-i asigura gloria. Man o' War a încheiat sezonul corespunzător vârstei sale de doi ani cu 9 victorii în cele 10 curse la care a participat, clasându-se al doilea în cursa pierdută.

### La trei ani
În 1920, lui Johnny Loftus, jocheul lui Man o' War, i-a fost refuzată reînnoirea licenței de către comisia de curse și a fost înlocuit cu Clarence Kummer. Loftus s-a retras și a devenit antrenor.  
În luna mai, Man o' War nu a fost înscris la Kentucky Derby pentru că proprietarului nu ii plăcea să concureze în Kentucky și pentru că a considerat ca fiind prea devreme pentru tânarul cal să alerge pe distanța celor doi kilometri ai competiției. Calul Sir Barton câștiga în 1919, pentru prima dată în istorie, Tripla Coroană a Curselor de Cai Pursânge din Statele Unite (Triple Crown of Thoroughbred Racing) prin victoria de la Kentucky Derby, cursă la care Man o' War a lipsit. Prestigiul și importanța reușitei aveau să fie recunoscute însă 10 ani mai târziu, atunci când Gallant Fox reușea aceeași performanță sub o puternică atenție media.

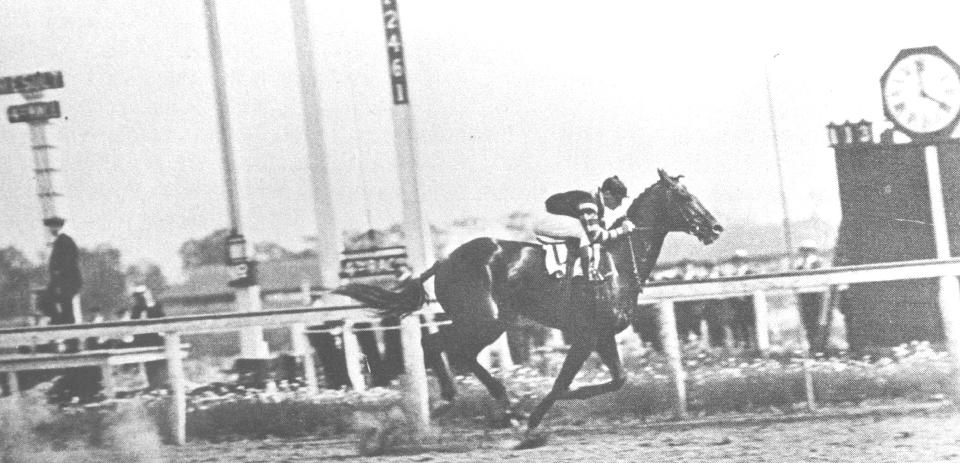
Man o' War în 1920 în cursa Stuyvesant Handicap

În cursa de 1⅛-mile (~2,4 km) Preakness Stakes, câștigată ușor, Man o' War  a stabilit un nou record al hipodromului Pimlico cu timpul de 1:38-3/5 pe distanța de o milă (1,6 km) apoi a încetinit către final terminând cu timpul de 1:51-3/5. Calul a fost apoi înscris la Elmont, New York pentru Belmont Stakes. Man o' War a câștigat impresionant cursa de 1⅜ mile (~2,2 km) la o distanță de 20 de lungimi față de adversari stabilind un alt record al Statelor Unite cu timpul de 2:14.20, depășind recordul lui Sir Barton din anul anterior cu peste trei secunde. În același an a mai câștigat Dwyer Stakes, Travers Stakes, Stuyvesant Handicap și Jockey Club Gold Cup. Cum sezonul competițional se apropia de final, proprietarii nu au mai dorit să concureze împotriva aparent invincibilului Man o' War care a câștigat fiecare cursă în care fusese înscris. În Lawrence Realization Stakes, niciun alt cal nu a mai intrat în competiție până ce calul de curse Hoodwink nu a fost înscris de către Sarah Jeffords, nepoata proprietarului lui Man o' War - domnul Riddle. Man o' War a câștigat la mai bine de 100 de lungimi stabilind un record mondial pe distanța de 1,625 mile (~2,6 km) cu timpul de 2:40-4/5, un timp cu 6 secunde mai bun decât cel anterior, record care stă în picioare și în 2010.
Cursa finală din cariera lui Man o' War's a avut loc în Windsor, Ontario, Canada la Kenilworth Park Gold Cup, prima cursă din istorie care a fost filmată integral. Aceasta a fost de fapt o competiție "unu-la-unu" desfășurată pe distanța de  1¼ mile (2 km) între Man o' War și câștigătorul Triplei Coroane, Sir Barton. Man o' War a luat avans încă din debutul cursei câștigând categoric cu un avans de șapte lungimi. Man o' War încheie sezonul corespunzător vârstei sale de trei ani fără înfrangere și cu 11 victorii.

## Finalul carierei
La vârsta de trei ani, Man o' War era un exemplar foarte robust măsurând 167,6 cm (la crupă) și cântărind 521,6 kg cu o circumferință de 182,9 cm.
Conform regulamentului care statuează ca toți caii să aibă șanse egale în curse, greutatea purtată de Man o' War în timpul curselor a fost tarată de un supliment de greutate corespunzător performanțelor sale. Astfel, el a cărat 59 de kg în șase curse; foarte puțini cai trebuiau sa care o asemene greutate (la orice vârstă) iar el o făcea la doi ani. La vârsta de trei ani purta o greutate de aproximativ 62,5 kg, cu 14,5 kg mai mult decât ceilalți cai.
După încheierea sezonului competițional 1920, Man o' War a fost transportat în Lexington, Kentucky, pentru a intra în grajdurile Elizabethei Daingerfield ca armăsar de prăsilă iar mai târziu la ferma Faraway a lui Riddle. În cei doi ani de carieră, Man o' War a câștigat 20 din 21 de curse, a stabilit trei recorduri mondiale, două ale Statelor Unite și trei recorduri ale hipodromurilor.

## Genealogie de campioni
Ca exemplar de prăsilă, Man o' War a fost la fel de impresionant: urmașii săi au fost campioni în diferite concursuri câștigând peste 64 de curse. Deși în general se consideră că Riddle nu a profitat suficient în primii cinci ani de potențialul genetic al armăsarului prin reproducerea acestuia, armăsarul a avut urmași campioni. American Flag și Crusader au câștigat succesiv cursa Belmont în 1925 și 1926. Deși nu exista la acel moment un campion oficial în Statele Unite, ambii mânji erau considerați cei mai buni din acel an, American Flag fiind ales American Champion Three-Year-Old Male Horse(Calul Campion al SUA între exemplarele cu vârsta de trei ani) în 1925 iar Crusder în 1926, ultimul fiind ales și Horse of the Year (Calul Anului) în același an. Printre alți urmași remarcabili ai lui Man o' War se numără câștigătorul din 1929 al Kentucky Derby, Clyde Van Dusen, Battleship care a câștigat în 1938 cursa cu obstacole din Marea Britanie Grand National și War Admiral, câștigător în 1937 a Triplei Coroane și al doilea în nominalizările din acel an pentru Horse of the Year. Un alt urmaș al său a fost Hard Tack care a fost părintele lui Seabiscuit, ales Calul Anului în 1938.  Cei mai de seamă urmași ai lui Man o' War au fost War Admiral și War Relic iar ramura pe linie masculină a lui War Relic a supraviețuit până în prezent (2010). Tiznow, Honour, Glory și Bertrando sunt de asemenea descendenți pe linie masculină ai lui Man o' War.
Man o' War a murit în 1947 la vârsta de 30 de ani în urma a ceea ce pare să fi fost un atac de cord, la scurt timp după moartea vechiului său grăjdar, Will Harbut. Inițial a fost înhumat la ferma Faraway Farm, dar, la începutul anilor '70, rămășițele sale au fost mutate la Kentucky Horse Park unde mormântul său este îmbogățit de o statuie a sculptorului american Herbert Haseltine.
| Tată Fair Play n. 1905 | Hastings n.1893                    | Spendthrift n. 1876   | Australian n. 1858               |
| Tată Fair Play n. 1905 | Hastings n.1893                    | Spendthrift n. 1876   | Aerolite n. 1861                 |
| Tată Fair Play n. 1905 | Hastings n.1893                    | Cinderella n. 1888    | Tomahawk n. 1863                 |
| Tată Fair Play n. 1905 | Hastings n.1893                    | Cinderella n. 1888    | Manna n. 1874                    |
| Tată Fair Play n. 1905 | Fairy Gold n. 1896                 | Bend Or n. 1877       | Doncaster n. 1870                |
| Tată Fair Play n. 1905 | Fairy Gold n. 1896                 | Bend Or n. 1877       | Rouge Rose n. 1865               |
| Tată Fair Play n. 1905 | Fairy Gold n. 1896                 | Dame Masham n. 1889   | Galliard n. 1880                 |
| Tată Fair Play n. 1905 | Fairy Gold n. 1896                 | Dame Masham n. 1889   | Pauline n. 1883                  |
| Mamă Mahubah n. 1910   | Rock Sand (Marea Britanie) n. 1900 | Sainfoin n. 1887      | Springfield n. 1873              |
| Mamă Mahubah n. 1910   | Rock Sand (Marea Britanie) n. 1900 | Sainfoin n. 1887      | Sanda n. 1878                    |
| Mamă Mahubah n. 1910   | Rock Sand (Marea Britanie) n. 1900 | Roquebrune n. 1893    | St. Simon n. 1881                |
| Mamă Mahubah n. 1910   | Rock Sand (Marea Britanie) n. 1900 | Roquebrune n. 1893    | St. Marguerite n. 1879           |
| Mamă Mahubah n. 1910   | Merry Token n. 1891                | Merry Hampton n. 1884 | Hampton n. 1872                  |
| Mamă Mahubah n. 1910   | Merry Token n. 1891                | Merry Hampton n. 1884 | Doll Tearsheet n. 1877           |
| Mamă Mahubah n. 1910   | Merry Token n. 1891                | Mizpah n. 1880        | Macgregor n. 1867                |
| Mamă Mahubah n. 1910   | Merry Token n. 1891                | Mizpah n. 1880        | Underhand Mare (FNo.4-c) n. 1863 |

Genealogic, Man o' War era descendentul primului câștigător al Triplei Coroane din Anglia, calul campion West Australian iar mama sa, Mahubah, era urmașa directă a lui Rock Sand, alt câștigător al Triplei Coroane Engleze. Pe linie masculină, radăcinile lui Man o' War duc la Godolphin Arabian.